# San Marino világörökségi helyszínei
San Marino területéről eddig egy helyszín került fel a világörökségi listára.
| | San Marino történelmi központja és a Monte Titano |
| 2008 |                                                   |
| Kulturális (III) |                                                   |
| Védett terület: 55 ha, puffer zóna: 167 ha, hivatkozás: 1245 |                                                   |
| San Marino az Appenninekben található enklávé, a törpeállamot teljes egészében Olaszország területe zárja körbe. A 4. században alapított San Marino az egyetlen olyan városállam, amely a 13. század óta képes volt megszakítás nélkül megőrizni a függetlenségét. San Marino államformája köztársaság, teljes területe mindössze 61 négyzetkilométer, világörökség helyszíne ebből 0,6 négyzetkilométert tesz ki. A város központja a keleti oldalán meredek sziklából álló 756 méter magas Titano-hegyen található. A jó állapotban lévő történelmi központ számos műemléképületből áll, legfontosabbak a városfalak, a városkapuk, egy neoklasszikus, a 19. században épített bazilika, a 14. századi San Francesco-kolostor, a 16. század végén és a 17. század elején emelt Santa Chiara-kolostor, egy 18. századból származó színház és a 19. századi Palazzo Pubblico. A köztársaság védelméről erődrendszer gondoskodott, ennek három megmaradt védőtornya a Guaita, a Cesta és a Montale a 10. a 13. és a 14. századból valók. |                                                   |

## Elhelyezkedése
| San Marino történelmi központja |